# Tablut

Ruch białego piona skutkuje pojmaniem, to jest zbiciem, piona czarnego.

Tablut – ludowa gra planszowa Lapończyków przeznaczona dla dwóch graczy. Została opisana po raz pierwszy przez szwedzkiego botanika i zoologa Karola Linneusza w 1732 roku. Należy do najlepiej udokumentowanych gier z grupy tafl, popularnych w obszarze wpływów wikingów, Celtów i Germanów.
Do gry służy kwadratowa plansza podzielona na 81 pól (9x9) oraz zestaw pionów: 16 czarnych i 9 białych, wśród których jeden, specjalnie oznaczony, jest zwany królem. Czarne piony tworzą zwykłą armię, natomiast białe tak zwaną armię królewską. W rozstawieniu początkowym król jest umieszczany na środkowym polu, zwanym w języku lapońskim konakis – „tron”. Dookoła króla są stawiane piony armii królewskiej, po dwa w rzędzie i kolumnie sąsiadujących z jego tronem. Czarne piony zajmują miejsca przy brzegach planszy.

## Reguły
Gracze wykonują ruchy na przemian, grę rozpoczyna grający pionami białymi. Ruch polega na przesunięciu swojego piona w dowolną stronę, w rzędzie lub kolumnie, o dowolną liczbę wolnych pól. Piony nie mogą poruszać się po skosie. Bicie pionów polega na pojmaniu ich, to znaczy ustawieniu własnych pionów po dwóch stronach piona przeciwnika. Piony zbija się w ruchu atakującym – można w tym celu wejść pomiędzy piony przeciwnika, co nie skutkuje pojmaniem atakującego piona. Na środkowe pole nie ma wstępu żaden pion, także król nie może na nie powrócić, z chwilą gdy raz je opuścił. Pojmanie króla wymaga otoczenia go czterema pionami. W przypadku, gdy stoi tuż obok pola tronowego, na które nie może powrócić, wystarcza otoczenie trzema pionami. 
Piony białe wygrywają, gdy królowi uda się uciec, to znaczy dotrzeć do jakiegokolwiek pola na brzegu planszy, natomiast dla czarnych zwycięstwem jest pojmanie króla, co oznacza unieruchomienie go.
W zapiskach Linneusza znajduje się informacja, że zwyczajem Lapończyków było powiadamianie partnera gry o sytuacji zagrażającej jego przegraną w następnym ruchu.